# Marcel Reymond
Pour les articles homonymes, voir Reymond.
Ne doit pas être confondu avec Marcel Raymond.
Marcel Reymond, né le 7 juillet 1911 à Sainte-Croix où il est mort le 4 octobre 2002, est un sauteur à ski suisse.

## Palmarès

### Jeux olympiques
| Épreuve / Édition | Garmisch-Partenkirchen 1936 |
| Individuel        | 28e                         |

### Championnats du monde
| Épreuve / Édition | Innsbruck 1933 |
| Individuel        | Or             |